# Панько Микола Леонідович
Микола Леонідович Панько (нар. 6 серпня 1951, Роїще) — український різьбяр, член Спілки художників України з 1986 року.

## Біографія
Народився 6 серпня 1951 року в селі Роїщах (нині Чернігівський район Чернігівської області, Україна) у багатодітній сім'ї колгоспників. Здобув середню освіту. З 1974 року, після служби в Радянській армії, працював прапорщиком у Чернігівському вищому військовому авіаційному училищі льотчиків імені Ленінського Комсомолу.

## Творчість
Перші спроби творення з дерева майбутнього різьбяра відносяться ще до шкільних років, коли його прадід робив ложки, прядки, видовбував корита та створював інші предмети домашнього вжитку. Пізніше митець почав серйозно займатися виготовленням дерев'яних виробів. Перша робота, яка дала поштовх до творчості, була шкатулка — подарунок для дружини. Освоював традиційне поліське різьблення по дереву, читаючи фахову літературу, отримував поради та вивчав різьбярські колекції Національного музею українського народного декоративного мистецтва у Києві, Сумського обласного художнього музею імені Никанора Онацького, Чернігівського обласного художнього музею імені Григорія Ґалаґана та Чернігівського обласного навчально-методичного центру культури і мистецтв.
З 1980 року розпочинається його активна виставкова діяльність. Митець виготовив більше 600 робіт. Багато з них поповнили фонди провідних музеїв України, збагатили приватні колекції Швеції, Італії, Росії, Канади, США, Франції. Близько 350 виробів було прийнято на збереження в музеї світу.
Учасник багатьох виставок. Очолював обласну організацію Української асоціації майстрів народної творчості з художніх ремесел.

### Характеристика творчості
Серед творів Миколи Панька переважають ужиткові речі: меблі та кухонне приладдя (дошки, черпаки, ложки), скриньки та гребінці, дитячі іграшки. Виконує плоско-виїмчасте різьблення з неглибокою порізкою, вдало поєднує майже всі її види. 
Майстер іноді тонує різьблені узори копченням від вогню свічки, тоді вони контрастно виділяються на світлому тлі чистого дерева. Серед нового, що вніс Микола Панько в мистецтво різьблення по дереву, це шрифтові написи, розроблені на основі традиційних виїмчатих елементів різьблення.

### Співпраця зЧОУНБ імені В.Г.Короленка
18 серпня в Мистецькій вітальні ЧОУНБ ім. В. Г. Короленка пройшла творча зустріч «Мистецтво творення краси» з Миколою Паньком, приурочена до 65-річчя від дня народження.
|  |  |  |

|  |  |  |

В бібліотеці також зберігаються подаровані вироби майстра та видання про нього.
|  |

## Відзнаки
- Заслужений майстер народної творчості УРСР з 1987 року;
- Орден «За заслуги» III ступеня ;
- Медаль «Захиснику Вітчизни»;
- Пам'ятний знак «Учасник ліквідації наслідків аварії на ЧАЕС».